# Электроника МС 6313
«Электроника МС 6313» — матричный принтер, выпускавшийся в СССР. Принтер разработан ОКБ "Меркурий" в г. Смоленск, выпускался заводами "Кентавр" и "Диффузион"
В начале 1991 года стоил 1310 рублей, по другим источникам - 2205 рублей (60-70 долларов по биржевому курсу).
Технические характеристики согласно ТУ 11-90 бК0.305.285:
- Число символов в строке — 80 при шаге печати 2,54мм; 96-137 при программируемом шаге
- Максимальная скорость печати — 100 знак/с.
- Количество наборов выводимых символов - 6
- Наработка на отказ - 4500 ч.[источник не указан 831 день]
- Масса 8 кг.

Имеет два интерфейса: параллельный ИРПР/ИРПР-М (Centronics) и последовательный «стык С2» (аналог RS-232).
Совместим по системе команд с Epson LX-800.